# ビル・グロップ
ウィリアム・ダグラス・"ビル"・グロップ（William Douglas "Bill" Gropp, 1955年9月23日 - ）は、アメリカ合衆国の数学者。イリノイ大学アーバナ・シャンペーン校計算機科学科教授。
並列コンピューティングのための通信規格であるMPI、及び偏微分方程式のための並列数値ライブラリ（en:Portable, Extensible Toolkit for Scientific Computation）の規格策定に貢献した。
1977年にケース・ウェスタン・リザーブ大学卒業、翌年ワシントン大学から物理学の修士号を取得し、1982年にスタンフォード大学から計算機科学のPh.D.を取得した。

## 受賞歴
2008年にシドニー・ファーンバック賞、2024年にACMソフトウェアシステム賞が贈られている。